# Mai 1971

## Évènements
- La congrégation des Pères Blancs se retire du Mozambique, affichant son désaccord avec les actes de répressions commis au nom de la défense de la « civilisation chrétienne »[1].

- 2 mai : 
  - La guérilla ceylanaise attaque des bâtiments publics.
  - Tentative de coup d’État contre Sadate, qui fait arrêter ses adversaires.

- 4 mai, Canada : effondrement du village Saint-Jean-Vianney.

- 6 mai : 
  - Sisowath Sirik Matak est nommé Premier ministre de la République khmère (Cambodge).
  - Offensive majeure du gouvernement ceylanais contre la rébellion.

- 11 mai, écologie : le Message de Menton[2] est remis au secrétaire général des Nations unies U Thant à New-York.

- 13 mai : acquittement des Panther 21 à New York, membres des Black Panthers accusés d'« association de malfaiteurs en vue de commettre des actes terroristes ».

- 23 mai (Formule 1) : Grand Prix de Monaco, remporté par Jackie Stewart, devant Ronnie Peterson et Jacky Ickx. Lors de cette course, le cinéaste Roman Polanski, qui s'est lié d'amitié avec Jackie Stewart, tourne son documentaire Weekend of a Champion, sorti en 1972 et récompensé lors de la Berlinale 1972, en promenant sa caméra pendant trois jours dans l'intimité du champion écossais, sur le circuit et en dehors du circuit.

- 28 mai, aéronautique : Premier vol de l'avion de ligne français Dassault Mercure 100, construit par la suite en petite série et utilisé exclusivement par la compagnie aérienne Air Inter[3].

- 29 mai : l’Union soviétique s’inquiète de l’élimination des éléments les plus à gauche, dont les militaires, par le régime égyptien. Une délégation de Moscou est reçue au Caire par Sadate et débouche sur un traité d’amitié et de coopération, assurant la poursuite des livraisons militaires à l’Égypte.

## Naissances
- 1er mai :
  - Amira Casar, actrice française.
  - Maaoua Etoumi, judokate marocaine.
- 3 mai : Raïymbek Matraimov, homme politique, gestionnaire, homme d'affaires et philanthrope kirghiz. Personnalité centrale de l'un des plus grands scandales politiques du Kirghizistan moderne.
- 6 mai : Chris Shiflett, guitariste américain du groupe Foo Fighters.
- 7 mai : 
  - Eagle-Eye Cherry, chanteur suédo-américain.
  - Manu Eveno, chanteur et guitariste français, membre du groupe Tryo.
- 10 mai : Fred Eltringham, batteur.
- 14 mai :
  - Sofia Coppola, réalisatrice américaine.
  - Deanne Bray, actrice sourde américaine.
  - Matthew Pateman, chanteur et acteur britannique.
- 17 mai : Gina Raimondo, gouverneur de Rhode Island depuis 2015 et Secrétaire au Commerce des États-Unis d'Amérique depuis 2021.
- 19 mai : Salima Naji, architecte et anthropologue marocaine.
- 20 mai : Samuel Étienne, journaliste et animateur de télévision et de radio français.
- 22 mai : Christophe Deloire

dirigeant d'ONG, journaliste, auteur et éditeur français († 8 juin 2024).
- 24 mai : Elizabeth Sanderson, journaliste, pair et personnalité politique britannique.
- 26 mai : Matt Stone, producteur américain.
- 27 mai : 
  - Paul Bettany, acteur britannique.
  - Lisa Lopes, rappeuse américaine († 25 avril 2002).
- 28 mai : 
  - Isabelle Carré, actrice française.
  - Marco Rubio, sénateur des États-Unis pour la Floride depuis 2011.

## Décès
- 3 mai : Alexandre Vialatte, écrivain français (°1901).
- 25 mai : Gustav-Adolf Mossa, peintre symboliste français (° 28 janvier 1883).
- 28 mai :
  - Audie Murphy, acteur, producteur américain  (° 1924).
  - Jean Vilar, acteur et metteur en scène de théâtre français (° 1912).
- 31 mai : Norman Wilkinson, peintre, illustrateur, affichiste et camoufleur de guerre britannique (° 24 novembre 1878).